# Hawke's Bay
Hawke's Bay é uma região da Nova Zelândia. Hawke's Bay é reconhecida no cenário mundial por seus vinhos premiados. O Conselho Regional situa-se em ambas as cidades de Napier e Hastings.
1. ↑  «Subnational population estimates» (em inglês). Statistics New Zealand. Consultado em 2 de novembro de 2010